# Kolsimcha – The World Quintet
Kolsimcha – The World Quintet ist eine schweizerische Klezmer-Band.

## Bandgeschichte
Die Band startete 1986 unter dem Namen Kol Simcha in der Schweiz als Duo mit Josef Bollag und David Klein. Ihr Interesse galt dem Klezmer, und sie spielten auf Hochzeiten. Der Erfolg war so groß, dass sie anfingen, Konzerte zu geben.
Im Laufe der Jahre wuchs die Band auf fünf Musiker an – Michael Heitzler (Klarinette), Olivier Truan (Piano), Ariel Zuckermann (Flöte, vorher Roman Glaser sowie Niki Reiser), Daniel Fricker (Bass), und Christoph Staudenmann (Schlagzeug, vorher Fabian Kuratli (verstorben) und David Klein) –, wobei Josef Bollag der Manager der Band geworden ist und nicht mehr mitspielt.
Der Name Kolsimcha (Kol: Stimme, Simcha: Freude) ist einem Segensspruch entnommen, den man bei jüdischen Hochzeiten spricht. Da die Gruppe inzwischen hauptsächlich in Konzertsälen und nicht auf Hochzeiten spielt, nannte sie sich über eine längere Zeit The World Quintet. Im Frühjahr 2007 orientierte sich die Band wieder am ursprünglichen Namen und nennt sich nun „Kolsimcha – The World Quintet“.

## Diskografie
- Kol Simcha (1988)
- Traditional Jewish Music (1990)
- Contemporary Klezmer – Voice of Joy (1993)
- Crazy Freilach (1996)
- Symphonic Klezmer (1996)
- Klezmer Soul (1997)
- Live! (2000)
- Gripsholm (Soundtrack) (2000)
- The World Quintet (2002, mit den London Mozart Players & Herbert Grönemeyer, DE: Gold (German Jazz Award))[1]
- Selma – in Sehnsucht eingehüllt (2005), Gedichte von Selma Meerbaum-Eisinger
- Noah (2007)
- Kolsimcha & London Symphony Orchestra (2013)